# Прилуки (авіабаза)
Авіабаза Прилуки — авіабаза (UKBP) в Чернігівській області (Україна); розташована за 5 км на південно-західному напрямку від міста Прилуки. Цей аеродром був основною базою найновіших та найбільших у СРСР стратегічних бомбардувальників Ту-160 (тоді як в Узині була база літаків Ту-95). Є база стоянки та зберігання для великих літаків — 12 на ближній стоянці і 9 на дальній.
З 1945 року тут базувалась 139-та гвардійська Севастопольсько-Берлінська важка бомбардувальна авіаційна дивізія 43-ї Повітряної армії Дальньої авіації СРСР у складі трьох полків у Прилуках — 172 гв. вбап, 182 гв. вбап, 184 гв. вбап та одного в Узині — 183 гв. вбап.
У 1946 році на місці невеликого, всього 600 метрів, аеродрому із цегляним покриттям американцями був побудований новий.
У 1960 році дивізія була розформована. Також був розформований 172 гв. вбап, а 182 гв. вбап був переведений у Ніжин.
У 1972—1973 роках злітна смуга була модернізована та подовжена на 500 метрів. Аеродром має злітно-посадкову смугу довжиною 3000 метрів та шириною 80 метрів в основній частині та 55 у додатковій. На час модернізації аеродрому 184 гв. вбап, що базувався тут, був тимчасово переведений на військовий аеродром міста Ніжина (UKRN).
До прибуття в Прилуки стратегічних бомбардувальників Ту-22М3 була побудована нова ближня стоянка.
Авіабаза Прилуки прийняла перший в СРСР стройовий Ту-160 25 квітня 1987 року, чисельність яких до 1991 року була доведена до 19 одиниць. У період із жовтня 1999 року по лютий 2000 року Україна віддала 8 бомбардувальників Ту-160 Росії, щоб погасити борги за отриманий російський газ; вони тепер знаходяться на російській авіабазі Енгельс-2. Один літак Ту-160 переданий до Полтавського музею дальньої авіації як музейний експонат.
На авіабазі Прилуки в різні роки базувались:
- 172 гвардійський вбап — 172 гвардійський Смоленсько-Будапештський двічі Червонопрапорний важкий бомбардувальний авіаційний полк дальньої авіації. Мав на озброєнні літаки Іл-4 (1942—1950), Ту-4 (1950—1955), Ту-16 (1955—1960). Базувався: 1945—1960. Розформований у 1960 році[3].
- 182 гвардійський вбап — 182 гвардійський Севастопольсько-Берлінський Червонопрапорний важкий бомбардувальний авіаційний полк дальньої авіації (в/ч 21209). Мав на озброєнні літаки Іл-4 (1943—1950), В-25 (1949—1950), Ту-4 (1950—1955), Ту-16 (з 1955). Базувався: 1945 — 16.6.1961. Переведений на інше місце базування (Ніжин — Моздок, Північна Осетія, Росія — Українка, Амурська обл., Росія)[4].
- 184 гвардійський вбап — 184 гвардійський Полтавсько-Берлінський ордена Леніна Червонопрапорний важкий бомбардувальний авіаційний полк дальньої авіації (в/ч 26385). Мав на озброєнні літаки ДБ-3 (1940—1942), Іл-4 (1942—1950), Ту-4 (1950—1955), Ту-16 (1955—1988), Ту-22М (1984—1988), Ту-134УБЛ з 1984 року і Ту-160 з 1987 до 2000 року[5][6]. Базувався: 05.1946 — 11.2000. Полк склав присягу на вірність Україні 8 травня 1992 року.

Під час функціонування авіабаза була здатна приймати будь-які типи військових літаків.
У 2000 році 184 ВБАП і частини обслуговування розформовані, на даний час база законсервована, не діє, житло у військовому містечку приватизоване.

## Фото авіабази Прилуки
http://www.airliners.net/photo//2122187/L/&sid=bb5ce0c5c4286c5e3b54139167f8ae05

http://www.airliners.net/photo/Ukraine---Air/Tupolev-Tu-160/2244961/L/&sid=bb5ce0c5c4286c5e3b54139167f8ae05 [Архівовано 5 березня 2016 у Wayback Machine.]

http://www.airliners.net/photo/Russia---Air/Tupolev-Tu-16P/1938154/L/&sid=bb5ce0c5c4286c5e3b54139167f8ae05 [Архівовано 5 березня 2016 у Wayback Machine.].